# Kostel svaté Kunhuty (Hostěradice)
Kostel svaté Kunhuty je římskokatolický chrám v obci Hostěradice v okrese Znojmo v Jihomoravském kraji. Je chráněn jako kulturní památka České republiky. Je farním kostelem farnosti Hostěradice. 

## Historie
První písemné zmínky o Hostěradicích pocházejí z přelomu 12. a 13. století, kdy obec patřila pod správu louckého kláštera. V roce 1237 část Hostěradic dostal od krále Václava I. Řád německých rytířů, kteří zde měli svou komendu. Kostel se začal budovat ve 13. století jako součást komendy řádu. Podle pamětního nápisu na nároží byla zahájena stavba věže roku 1421, stavba však byla přerušena a dokončena kolem roku 1500. Koncem patnáctého století byla zbořena jižní loď a vybudována dvoulodní kaple. Současně byly zaklenuty hlavní a severní loď. Němečtí rytíři zde působili až do roku 1486.
Zřejmě kolem roku 1530 v souvislosti se zřízením vnějšího schodiště na věž bylo zaklenuto podvěží, vybudována kruchta  a zřízeny boční vstupy. Přibližně na přelomu 16. a 17. století bylo zvýšeno obvodní zdivo nad kaplí, zaklenuto kněžiště, prolomena nová okna a vyzděny štíty kostela. V průběhu třicetileté války kostel dvakrát vyhořel. Ve druhé polovině 18. století byla přistavěna márnice, v 19. století pak depozitář s oratoří.

## Popis
Jedná se o jednolodní stavbu s nepatrně odsazeným kněžištěm, k jehož severní zdi přiléhá hranolová věž se sakristií v podvěží. K hlavní lodi se přimyká na severní straně boční loď, na jižní straně dvoulodní kaple a krček s jižní předsíní. Kněžiště je opatřeno na nárožích opěrnými pilíři. Hladké fasády jsou prolomeny renesančními okny s půlkruhovým záklenkem. Kněžiště je zaklenuto valeně s výsečemi. Patky klenby dosedají v koutech na jehlancové konzoly, na bocích na konzoly s hlavicemi zdobnými plastickými bobulemi a dubovými listy. V severní zdi je lomený portál s kamenným ostěním zkoseným na hraně do patky. Kněžiště se otevírá do hlavní lodi zděným lomeným vítězným obloukem. Loď je zaklenuta valeně s výsečemi.V západní části je hudební kruchta, která je podklenuta v rozsahu hlavní lodi žebrovou sítí.
Kostel je registrován mezi ohroženými památkami, neboť zde došlo k havárii síťové klenby prostřední lodi. Z klenby se zřítila část jednoho gotického žebra a další stavební prvky jsou uvolněné. Také byly zaznamenány ztráty historických omítek na fasádě kostela.

## Zařízení
Baldachýnový hlavní oltář pochází z doby kolem roku 1780. V severní předsíni je umístěno torzo kamenných Božích muk z poloviny 16. století. Ciborium bylo zhotoveno roku 1631. Ve věži je zavěšen zvon s reliéfy Zvěstování, Kristova křtu, Ukřižování a Zmrtvýchvstání. Ulitý byl roku 1606.